# Верхівка (Луцький район)
Верхі́вка — село в Україні, у Луцькому районі Волинської області. Входить до складу Підгайцівської сільської громади. Населення становить 163 особи.

## Історія
Під час Першої світової війни на третій день Брусиловського прориву 24 травня (6 червня) 1916 р. авангард російських військ (8-й корпус 15-ї дивізії) у напрямку до Луцька підійшов до Верхівки, Острожця і Воротнева.
До 22 грудня 2019 року село підпорядковувалось Романівській сільській раді Луцького району Волинської області.

## Населення
Згідно з переписом УРСР 1989 року чисельність наявного населення села становила 148 осіб, з яких 60 чоловіків та 88 жінок.
За переписом населення України 2001 року в селі мешкали 162 особи.

### Мова
Розподіл населення за рідною мовою за даними перепису 2001 року:
| Мова       | Відсоток |
| ---------- | -------- |
| українська | 98,16 %  |
| російська  | 1,84 %   |